# Жълтокръст медопоказвач
Жълтокръст медопоказвач (Indicator xanthonotus) е вид птица от семейство Indicatoridae. Видът е почти застрашен от изчезване.

## Разпространение
Видът е разпространен в Бутан, Индия, Китай, Мианмар, Непал и Пакистан.